# Promachus viridiventris
Promachus viridiventris är en tvåvingeart som först beskrevs av Macquart 1855.  Promachus viridiventris ingår i släktet Promachus och familjen rovflugor. Inga underarter finns listade i Catalogue of Life.